# Gevatter Tod (Film)
Gevatter Tod ist ein vom DEFA-Studio für Spielfilme produzierter Märchenfilm von Regisseur Wolfgang Hübner aus dem Jahr 1980. Vorlage für den Film war das Märchen Der Gevatter Tod aus den Kinder- und Hausmärchen der Brüder Grimm.
Der Film wurde erstmals am 28. Dezember 1980 im 1. Fernsehprogramm des Deutschen Fernsehfunks gezeigt.

## Handlung
Görlitz um 1500: Der arme Bauer Hans Kläusle sucht für sein 13. Kind Jörg einen Gevatter. Nachdem er die Angebote von Gott und Teufel abgelehnt hat, da der eine nur die Reichen satt mache und der andere seinen Sohn verführen würde, wählt er den Tod als Paten für seinen Sohn aus. Der lässt sein Patenkind später an den Universitäten von Perugia und Casablanca Medizin studieren. Als Arzt wird er bald ein berühmter und reicher Stadtmedicus. Nach einer Abmachung mit seinem Gevatter darf er alle Patienten heilen, bei denen er den Tod an ihrem Kopf, nicht aber bei ihren Füßen stehen sieht, denn „Wenn es aus ist, ist es aus.“ In der Stadt bricht um 1530 die Pest aus. Jörg rettet das Leben des kleinen Krakauer Jungen Stanislaus, dessen Mutter und Vater zuvor gestorben sind. Der Bürgermeister der Stadt erkrankt kurz darauf schwer und soll nach dem Willen des Todes ebenfalls sterben. Jörg überlistet den Tod, in dem er den Bürgermeister mit den Füßen an das Kopfende des Krankenbettes legt. Der Tod sieht darüber hinweg, warnt ihn aber, das kein zweites Mal zu versuchen. Bei einem anschließenden Fest wird Jörg feierlich in die Bürgerschaft aufgenommen und lernt Barbara, die Tochter des Bürgermeisters kennen, in die er sich verliebt. Kurz darauf erkrankt jedoch auch diese. Der Bürgermeister verspricht Jörg, ihn als Alleinerben einzusetzen, wenn er Barbaras Leben retten kann. Daher überlistet Jörg den Tod abermals. Der Tod nimmt ihn daraufhin mit in eine Höhle mit Lebenslichtern, unter anderem seines und das Barbaras. Letzteres ist fast abgebrannt und kurz vor dem Erlöschen. Der Tod erinnert Jörg an ihre Abmachung und versucht ihm klarzumachen, dass das Leben nun einmal zu Ende sei, wenn es zu Ende sein soll, und dass an den Gesetzen der Natur weder Jugend noch die Medizin etwas ändern können. Da sich Jörg aber weiterhin weigert, dies einzusehen, fragt der Tod ihn schließlich: „Sag, wie kräftig willst du des Mädchens Leben noch sehen?“ Jörg macht eine folgenschwere Entscheidung: Er greift in das Kerzenmeer und zieht eine beliebige, große Kerze heraus. Der Tod nimmt die Kerze und drückt das Licht Barbaras darauf mit den Worten: „Um deinetwillen.“ Nachdem der Arzt wieder in die Stadt zurückgekehrt ist, sieht er, dass die Lebenskerze seinem kleinen Ziehsohn Stanislaus gehörte, der nun tot auf der Treppe seines Hauses liegt. Erschüttert darüber, was er getan hat, verlässt Jörg nach einer letzten Begegnung mit seinem Gevatter die Stadt fluchtartig. In der letzten Szene trifft Barbara, die ohne Jörg am liebsten nicht mehr leben will, den Tod, der zu ihr sagt: „Gebrauch' Dein Leben, Mädchen, Du lebst noch viele Jahre wohl.“

## Drehort
Als mittelalterliche Filmkulisse dienten unter anderem die historische Altstadt von Görlitz, wo auch die Handlung spielt. In einer frühen Szene wird von dem Tuchmacheraufstand von 1527 gesprochen, an anderer Stelle von dem damaligen Status als Reichsstadt.

## Kritiken
„Parabel über die Macht (und Notwendigkeit) des Todes; kraftvoll gespielt und souverän inszeniert, wobei die Gestalt des Todes gegen das Klischee mit dem lebensprallen, komischen Darsteller Dieter Franke besetzt wurde.“